# 諾布爾斯維爾 (印第安納州)
諾布爾斯維爾（英語：Noblesville）是一個位於美國印第安納州漢密爾頓縣的城市。根據2010年美國人口普查，該地人口為51,969人，而該地的面積約為86.93平方千米。同時該地也是漢密爾頓縣的縣治。

## 地理
諾布爾斯維爾的座標為40°03′00″N 86°01′17″W / 40.05000°N 86.02139°W，而該地的平均海拔高度為235米（即772英尺）。